# Zurjeens
Het Zurjeens (коми кыв, komi kyv, in het Nederlands ook geschreven als Zyrjeens, Zuurjeens, Syrjeens, Komi, Komi-Zurjeens, etc.) is de taal van de Zurjenen die in de republiek Komi in noordoostelijk Europees Rusland wordt gesproken. Dat is een zeer uitgestrekt gebied, waar de sprekers zijn geconcentreerd langs de rivieren Sysola, Vytsjegda, Izjma, Vym, Petsjora en Mezen (alle uitmondend in de Barentszzee). Zuidoostelijk daarvan wonen de Permjaken langs de bovenloop van de Kama. Oostelijker, aan de Jazva, woont geïsoleerd van de Permjaken een klein aantal sprekers van het Komi-Jazva dialect. Deze drie varianten gelden samen als Zurjeens, hoewel de Permjaken een apart autonoom gebied bewonen, cultureel gescheiden zijn van de Zurjenen in engere zin en hun Zurjeens doorgaans beschouwen als aparte taal.
De Zurjenen (inclusief de Permjaken) noemen zichzelf Komi, met welke naam zij tegenwoordig ook in het buitenland veelvuldig worden aangeduid. In sommige Nederlandse bronnen komen ze als Syrjenen voor. De beide taalvarianten heten wel Komi-Zurjeens en Komi-Permjaaks.
Er zijn een half miljoen Zurjenen (Permjaken inbegrepen), waarvan er 350.000 daadwerkelijk een Zurjeens dialect als moedertaal hebben.
Het Zurjeens behoort tot de Finoegrische taalfamilie, waarbinnen het samen met het Wotjaaks of Oedmoerts de Permische groep vormt. Deze groep is nauwer verwant met het Fins dan met het Hongaars, hoewel een Zurjeen een Fin onmogelijk zal kunnen verstaan.
Zoals de meeste Finoegrische talen is het Zurjeens rijk aan naamvallen (zeventien) en kent het geen grammaticaal geslacht. Bezitsverhoudingen worden aangegeven met uitgangen in plaats van met bezittelijke voornaamwoorden: pi 'zoon' ~ piöj 'mijn zoon'.
De taal kent een groot aantal medeklinkers, waarbij opposities tussen stemloos en stemhebbend en de aanwezigheid van een groot aantal affricaten karakteristiek zijn. De dialecten worden ingedeeld al naargelang de oorspronkelijke l behouden is gebleven of is veranderd in een v. In de standaardtaal treedt de l alleen nog voor klinkers op en dat geldt ook voor de Permjaakse standaardtaal: vöv 'paard' ~ völöj 'mijn paard' ~ vövjas 'paarden' ~ völön 'met een paard' ~ vövtög 'zonder paard'.
Een bijzonderheid in de geschiedenis van het Zurjeens is het feit dat de taal al in de veertiende eeuw is opgeschreven: bisschop Stefan van Perm ontwierp rond 1375 een alfabet voor het Zurjeens op basis van het Griekse en het cyrillische alfabet, het zogenaamde Oud-Permische schrift of Aboer. Het was daarmee na het Hongaars maar vóór het Fins de tweede Finoegrische taal die werd geschreven. Inmiddels wordt het Zurjeens met het cyrillische schrift geschreven, waaraan enkele lettertekens zijn toegevoegd. De belangrijkste Zurjeense schrijver was Ivan Kuratov.